# Università Commerciale Luigi Bocconi
Die Università Commerciale Luigi Bocconi (Wirtschaftsuniversität Luigi Bocconi), kurz einfach Bocconi, ist eine im Jahre 1902 gegründete private Wirtschaftsuniversität. Sie befindet sich im Zentrum von Mailand in der Viale Bligny und bietet englisch- sowie italienischsprachige Studiengänge im Bereich der Wirtschafts- und Rechtswissenschaften an. Ein Ranking der Financial Times stufte sie im Jahr 2022 als eine der zehn besten Business Schools Europas ein.
Die Fakultäten für Economics (Volkswirtschaftslehre), Finance (Finanzwissenschaft) und Accounting (Rechnungswesen) werden zudem in einem Ranking unter den 25 besten der Welt eingestuft. Sie ist Mitglied der Vereinigung europäischer Wirtschaftshochschulen (CEMS).
Die Bocconi bietet als weiterführende Business School MBA, Executive MBA und PhD Programme an.
Die Universität ist international als einer der bedeutendsten Forschungsstandorte für Volkswirtschaftslehre, Ökonometrie, Finanzwissenschaft und Rechnungswesen bekannt.
Die Bocconi-Universität wird immer wieder als die beste Universität Italiens in ihren Fachbereichen und als eine der besten der Welt eingestuft. Im Jahr 2021 wurde die Universität in den QS World University Rankings auf Platz sieben der Welt und auf Platz zwei in Europa im Bereich Betriebswirtschaftslehre und Management sowie auf Platz eins in Wirtschaftswissenschaften und Ökonometrie außerhalb der USA und des Vereinigten Königreichs (Platz 16 weltweit) eingestuft.

## Geschichte
Die Wirtschaftsuniversität Luigi Bocconi wurde als Stiftung von Ferdinando Bocconi, einem reichen Mailänder Kaufmann, gegründet, der mit der Hochschule seinem am 1. März 1896 in der Schlacht von Adwa gefallenen Sohn Luigi Bocconi ein Denkmal setzen wollte. Die Wirtschaftsuniversität Mailand war die erste italienische Universität, die einen Abschluss in Ökonomie ermöglichte.

## Personen

### Präsidenten
- Leopoldo Sabbatini (1902–1914)
- Ettore Bocconi (1914–1932)
- Javotte Bocconi Manca di Villahermosa (1932–1957)
- Furio Cicogna (1957–1975)
- Giovanni Spadolini (1976–1994)
- Mario Monti (1994 bis heute)

### Rektoren
- Leopoldo Sabbatini (1902–1914)
- Luigi Majno (1914–1915)
- Pietro Bonfante (1915–1917)
- Angelo Sraffa (1917–1926)
- Ferruccio Bolchini (1926–1930)
- Ulisse Gobbi (1930–1934)
- Gustavo Del Vecchio (1934–1938)
- Paolo Greco (1938–1945)
- Giovanni Demaria (1946–1952)
- Armando Sapori (1952–1967)
- Giordano Dell’Amore (1967–1973)
- Gianguido Scalfi (1974–1975)
- Innocenzo Gasparini (1975–1984)
- Luigi Guatri (1984–1989)
- Mario Monti (1989–1994)
- Roberto Ruozi (1994–2000)
- Carlo Secchi (2000–2004)
- Angelo Provasoli (2004–2008)
- Guido Tabellini (2008–2012)
- Andrea Sironi (2012–2016)
- Gianmario Verona (2016 bis heute)

### Namhafte Absolventen
- Alberto Alesina (1957–2020), Wirtschaftsprofessor in Harvard
- Jörg Asmussen (* 1966), ehemaliges Mitglied des Direktoriums der Europäischen Zentralbank
- Pierpaolo Battigalli, Fellow der Econometric Society
- Emma Bonino (* 1948), Politikerin
- Vittorio Colao (* 1961), Minister für Technologische Innovation und Digitalisierung im Kabinett Draghi und Ex-CEO Vodafone Group
- Giacomo Corneo (* 1963), Wirtschaftswissenschaftler und Professor für Öffentliche Finanzen an der Freien Universität Berlin
- Claudio Costamagna
- Alberto Cribiore
- Enrico Cucchiani
- Margherita Della Valle (* 1965), CEO der Vodafone Group
- Marco Drago
- Giovanni Giudici (1924–2011), Schriftsteller, Lyriker und Übersetzer
- Hans Glauber (1933–2008), Ökologe, Soziologe und Künstler
- Vittorio Grilli (* 1957), Wirtschaftswissenschaftler
- Emma Marcegaglia (* 1965), Politikerin
- Massimo Marinacci, Professor für Entscheidungstheorie
- Roberto Mazzotta (* 1940), Bankmanager und Politiker
- Luca de Meo (* 1967), CEO Renault
- Mario Monti (* 1943), ehemaliger italienischer Ministerpräsident und ehemaliges Mitglied der Europäischen Kommission
- Tommaso Padoa-Schioppa (1940–2010), Bankier und Volkswirt
- Corrado Passera (* 1954), Manager und Politiker
- Diego Piacentini
- Alessandro Profumo (* 1957), Banker
- Nouriel Roubini (* 1958), Professor an der NYU
- Fabrizio Saccomanni (1942–2019), Wirtschaftswissenschaftler
- Paolo Scaroni (* 1946), Manager
- Carlo Scognamiglio Pasini (* 1944), Wirtschaftswissenschaftler, Hochschullehrer und Politiker
- Renato Soru (* 1957), Unternehmer und Politiker (PD)
- Lucio Stanca
- Fabian Stephany, Internetökonom
- Marco Tronchetti Provera (* 1948), Geschäftsmann und Unternehmer
- Jody Vender
- Isabella Ventura
- Luigi Zingales (* 1963), Professor an der Booth School of Business der Universität Chicago
- Giordano Zucchi

## Links
- Viale Bligny (Mailand)